# Fantasy Craft

Fantasy Craft est un jeu de rôle médiéval-fantastique basé sur le d20 system, et publié par Crafty Games sous Open Game Licence (OGL).

## Historique
En 2002, Alderac Entertainment Group (AEG) publie Spycraft, un jeu de rôle d'espionnage contemporain paranormal. En 2005, peu après la sortie de Spycraft 2.0, AEG abandonne le jeu ; sa publication est reprise par ses auteurs qui fondent la maison d'édition Crafty Games. Crafty Games développe notamment une gamme de suppléments nommée Origin of Species (format PDF) qui permettent d'étendre l'univers du jeu vers le fantastique : Light of Olympus (2007) et Classic Fantasy (2008).
Fantasy Craft est à l'origine prévu pour être le troisième supplément Origin of Species pour Spycraft 2.0 ; mais avec l'interaction des joueurs, le système de jeu connaît un développement différent. Le nouveau système prend le nom de Mastercraft, et après plus de deux ans de développement, Fantasy Craft paraît en tant que produit indépendant, le 8 août 2009 en format PDF, rapidement suivi des premiers exemplaires imprimés pour la Gen Con Indy 2009. À l'origine distribué par Mongoose Publishing, le jeu est distribué par Studio 2 Publishing depuis juin 2010. La traduction française du livre de base, par Le Septième Cercle, a été mise en vente le 4 juillet 2011, et d'autres traductions sont annoncées.

## Système
Fantasy Craft se base sur le système Mastercraft, qui reprend la plupart des idées de Spycraft 2.0 acclamées par les joueurs, et simplifie celles qui ont suscité plus de réserve. Le jeu présente quelques similarités avec la troisième édition de Donjons et Dragons, et le d20 system en général, mais également de profondes différences :
- le système d'origines permet de définir l'inné et l'expérience passée du personnage ;
- des dés d'action permettent aux joueurs comme au maître du jeu de « tricher » avec la chance, et de faire appel à la maîtrise narrative, laquelle autorise ponctuellement l'interprétation à prendre le pas sur les règles ;
- la magie est basée sur un système à points de sorts et a été rééquilibrée ;
- l'accent a été mis sur l'équipement non-magique des personnages, les objets magiques devenant plus rares ;
- d'autres récompenses que les biens matériels ont été introduites, y compris renom, contacts, faveurs et propriétés ;
- les personnages non-joueurs sont nivelables — c'est-à-dire que leur puissance s'ajuste en fonction de la difficulté voulue par le maître de jeu, ainsi, un groupe de gobelins sera toujours aussi « dangereux » même à haut niveau — et bâtis sur une mécanique plus simple que celle des personnages joueurs ;
- les campagnes peuvent être personnalisées grâce à des options qui modifient les règles tout en conservant l'équilibre et la mécanique de jeu intacts ;
- les personnages peuvent mourir, mais ils peuvent aussi tromper la mort, c'est-à-dire que les joueurs peuvent sauver leur personnage de la mort en inventant une explication crédible, et affronter les conséquences (par exemple un handicap définitif) ;
- les intrigues secondaires, les temps morts, le moral, le combat tactique sont gérés par des règles dédiées.

### Univers
Fantasy Craft est un jeu générique, les règles sont donc modulables en fonction des paramètres de l'Univers de jeu. En particulier, il faut définir le niveau technologique (primitif, antique, médiéval, Lumières, industriel), l'existence ou non de la magie (options sorcellerie et miracles), l'existence ou non de notion d'alignement. L'alignement peut être l'alignement classique de Donjons et Dragons, mais aussi un élément (eau, air, terre, feu), ou encore simplement une philosophie de vie ou le fait de vénérer un dieu, …
Le maître de jeu peut aussi ajuster certaines règles. Par exemple, s'il souhaite une progression rapide des personnages, il peut diviser par deux les points d'expériences pour monter de niveau. S'il veut des combats « mortels », il peut décider qu'un coup critique ne nécessite pas de dépense de dé d'action. Il peut introduire une dissymétrie entre personnages joueurs et non-joueurs pour une campagne héroïque ou au contraire pessimiste. Il peut décider que les monstres ne sont pas nivelables, c'est-à-dire qu'un kobold aura toujours la même puissance quelle que soit la puissance du groupe. Et caetera.

### Création et évolution des personnages
Un personnage est défini par
- son origine, qui lui donne des dons et capacités particulières :
  - son peuple (appelé improprement « race ») : douze peuples sont disponibles (« races héroïques », c'est-à-dire jouables en tant que personnages joueurs) ; outre les peuples classiques (elfes, humains, nains, halfelins), on trouve aussi les humanoïdes « monstrueux » (gobelins, géants, orques, ogres, drakes, sauriens), les sylvains (arbres animés) et les artificiels (robots),
  - sa spécialisation : c'est la profession, la place du personnage dans la société ;
- ses six caractéristiques classiques, allant de 3 à 18 : force, dextérité, constitution, intelligence, sagesse et charisme, elles sont déterminées par répartition de points ; chaque caractéristique donne un malus/bonus (de -5 à +5, selon la valeur de la caractéristique) aux actions qui relèvent d'elle ;
- sa classe, correspondant aux savoir-faire qu'il possède : assassin, capitaine, mage, prêtre, sage, soldat, … Le personnage peut avoir plusieurs classes, au gré de sa progression ; le système propose des classes d'expert (alchimiste, guerrier runique, paladin, …), dans lesquelles le personnage peut progresser lorsqu'il remplit certaines conditions (en particulier, il faut être de niveau 5 minimum) ;
- son niveau, de 1 à 20, indiquant sa puissance ; un personnage débutant est de niveau 1 ;
- ses compétences, qui sont ses capacités à effectuer des actions ou des tâches spécifiques ; Fantasy Craft utilise un nombre réduit de compétences (vingt) ;
- ses intérêts :
  - langues,
  - alignement, si c'est utilisé dans l'Univers de jeu,
  - études : toutes les actions entrant dans le domaine d'étude bénéficient d'un bonus.

Pour contrebalancer les avantages des peuples non-humains, les personnages humains choisissent en outre un talent (astucieux, éduqué, intelligent, méthodique, …) qui lui donne des avantages.
Lorsqu'il monte de niveau, le personnage acquiert des points permettant d'acheter des rangs de compétences. À certains niveaux, il acquiert également des dons, qui sont des capacités spéciales. Contrairement au d20 system, le personnage ne peut acquérir que les compétences relatives à la classe dans laquelle il progresse, ou relatives à son origine.
La combinaison spécialisation/classe a une grande importance. Par exemple, la spécialisation moine-guerrier donne le maniement d'armes « main nues » (combat à mains nues), donc accès au don « arts martiaux » ; on peut ainsi avoir un artiste martial moine-guerrier/sage, ou bien moine-guerrier/prêtre, ou bien moine-guerrier/soldat, … On peut avoir un clerc qui n'est pas prêtre (en particulier dans les Univers sans miracle) ou un magicien qui n'est pas mage (donc ne pratique pas la magie).

### Gestion du temps
Une des originalités du système est la gestion du temps. En effet, une partie est découpée en scènes — épisode de l'aventure ayant une unité d'action et de lieu —, une aventure ayant typiquement trois à cinq scènes (scène d'ouverture, scènes intermédiaires, scène finale). Un certain nombre de pouvoirs ne peuvent être utilisés qu'une fois par scène (recours à certains dons ou sort de magie divine par exemple). On n'a donc pas un découpage objectif (heure, jour) mais narratif.
Par ailleurs, les ellipses (voyages sans événement notable, périodes de repos non perturbées, périodes entre les aventures), appelées « temps morts », sont prises en charge par les règles. Durant les temps morts, un certain nombre d'actions sont possibles et soumises à un jet de dé ; ici, seul le résultat compte, et pas le déroulement exact de l'action. Les actions menées peuvent consister, par exemple, à soigner, préparer une défense, réaliser un objet, gagner de l'argent ou de la réputation.

### Résolution des actions
Comme pour tous les jeux d20 system, une action incertaine est réussie si
1d20 + modificateur de caractéristique + rangs de compétence + bonus/malus de circonstance ≥ degré de difficulté (DD).
Le degré de difficulté va typiquement de 5 (facile) à 40 (impossible), 10 étant une difficulté moyenne.
Pour les situations sans enjeu grave, il est possible de « faire 10 » ou « faire 20 », c'est-à-dire de ne pas jeter les dés mais de considérer que l'on a fait 10 (résultat moyen) ou 20 (excellent résultat), en prenant son temps (deux fois plus de temps qu'une action normale pour faire 10, vingt fois plus pour faire 20).
Un 20 « naturel » est une réussite critique potentielle : l'action doit être réussie (le jet et ses modificateurs doit dépasser le degré de difficulté), et le joueur doit dépenser au moins un dé d'action (voir ci-après) pour avoir effectivement un effet « spectaculaire ». La plage de réussite critique, appelée « marge de réussite », peut augmenter grâce à des dons (acquis par l'origine ou la classe) ou à du matériel particulier.
De même, un 1 « naturel » est un échec critique potentiel : un adversaire (ou la maître de jeu) doit dépenser au moins un dé d'action pour que l'action soit catastrophique. De même, la plage de « marge d'échec » peut être augmentée.
Les personnages, tout comme le maître de jeu, disposent d'une réserve de dés d'action pouvant être dépensés pour avoir des avantages particulier en cours de jeu :
- ils peuvent s'ajouter au résultat d'un jet de dé classique ; dans ce cas-là, le dé d'action est jeté « sans limite supérieure » (en termes de jeu, on dit que le dé « explose ») ;
- on peut dépenser un dé pour augmenter sa capacité défensive en combat, ou pour activer une réussite particulière ou un échec critique ; dans ces cas-là, le dé n'est pas jeté, il est simplement retiré de la réserve.

Outre les jets de compétence, un personnage peut faire des jets de sauvegarde (JS) pour vérifier s'il résiste à une agression. Il existe trois jets : vigueur (résister physiquement), réflexes (esquiver physiquement) et volonté (résister mentalement). Les scores de base sont déterminés par la classe et le niveau du personnage, et sont assortis de bonus de caractéristique (respectivement constitution, dextérité et charisme).

### Santé
La gestion des dégâts est différente du d20 system ; il n'y a pas ici de dés de vie. Dans Fantasy Craft, on distingue deux types de personnages : les personnages standards et les personnages spéciaux.
Les personnages standards sont des personnages non-joueurs (PNJ) de faible importance dans la narration (figurants) ; ils ne sont pas décrits complètement, et forment une faible opposition en combat. Lorsqu'un PNJ standard est touché, il accumule des points de dégât. La gestion des blessures est simplifiée : il a une statistique résistance, et effectue un test avec un DD de (10 + ½·dégâts cumulés), si le test échoue, il est hors de combat (inconscient ou mort).
Les personnages spéciaux sont les personnages joueurs (PJ), ainsi que les PNJ importants. Les personnages spéciaux disposent de points de vitalité et de points de blessure. La vitalité représente la capacité à se protéger, à esquiver les coups, lorsqu'ils diminuent, le personnage fatigue ; le premier niveau d'une classe donne un nombre fixe de points de vitalité (entre 6 et 12 selon la classe), et la progression l'incrémente du bonus de constitution à chaque niveau. Les points de blessures représentent la santé du personnage, lorsqu'ils diminuent, le personnage est blessé ; un personnage de taille moyenne (humaine) a un nombre de points de blessure égal à sa constitution.
Lorsqu'un personnage spécial est blessé, il perd d'abord des points de vitalité, cela n'affecte en rien ses capacités. Lorsque sa vitalité est à 0, il perd alors des points de blessure. À 0 points de blessure, il est inconscient, à -10, il est mort et à -25, son corps est irrémédiablement détruit.
Les points de vitalité  et de blessure se récupèrent par le repos. On peut jeter un dé d'action pour accélérer la récupération.
Outre les dégâts létaux (provoquant des blessures et potentiellement mortels), il existe aussi des dégâts non-létaux (lorsque l'on veut assommer ou subjuguer) et les dégâts de stress (frayeur, choc émotionnel, pouvant provoquer une sidération). Ces dégâts sont gérés comme les dégâts des PNJ standard : si le personnage rate un jet de sauvegarde (resp. de vigueur et de volonté) avec un DD de 10 + ½·dégâts cumulés, il subit des conséquences négative. Pour les dégâts non-létaux, en cas d'échec, le personnage est en condition fatigué (voir ci-dessous).
Un autre point important est la condition du personnage : outre l'accumulation des dommages, il peut être fatigué, assourdi, aveuglé, … Chacune de ces situations l'empêche de faire certaines actions et lui inflige des malus. Par exemple, un personnage fatigué ne peut pas courir, sa vitesse de déplacement est réduite et il subit des malus à sa force et à sa dextérité.

### Combat
Par rapport au d20 system, Fantasy Craft a abandonné certaines options (attaques d'opportunité par exemple) et en a ajouté d'autres (actions spéciales, manœuvres).
Le combat est découpé en rounds de 6 secondes. Durant un round, un personnage peut accomplir une « action complexe » ou deux « demi-actions », et autant « d'actions libres » qu'il veut. Par exemple :
- action libre : lâcher un objet, parler ;
- demi-action : attaquer, se déplacer à vitesse normale ;
- action complexe : courir.

Si le personnage ne se déplace pas, il peut tout de même faire un pas de placement de 1,5 m.
Le jet d'attaque est standard :
d20 + bonus de base à l'attaque (BBA) + bonus de dextérité de l'attaquant ≥ défense + bonus de dextérité du défenseur
le tout assorti d'éventuels bonus/malus. Le BBA et la défense sont déterminés par la classe et le niveau du personnage.
Si le coup passe, l'attaquant jette des dés de dégâts selon l'arme qu'il utilise, et le défenseur en subit les conséquences (voir la section Santé ci-dessus). L'armure fournit une réduction de dégâts, mais aussi un malus à la défense ; elle augmente les risques d'être touché (le personnage est gêné pour parer ou esquiver) mais diminue les conséquences des coups. 
Les personnages disposent de capacités particulières appelées maniements, qui reflètent le style de combat (armes préférées, stratégie). La spécialisation et la classe permettent au personnage de prendre un certain nombre de maniements au premier niveau, puis le personnage peut en acquérir d'autre en montant de niveau.
On peut dépenser un maniement pour apprendre à manier une catégorie d'arme (combat à mains nues, armes à une main, armes à distance, …), et un deuxième maniement pour se spécialiser. Cela donne des bonus avec lesdites armes, et donne accès à certains dons.
Mais on peut aussi dépenser des maniements pour acquérir des actions spéciales ou des manœuvres.

### Magie
Comme dans Donjons et Dragons, il existe deux types de magie : la magie profane, si l'Univers a l'option sorcellerie, et a magie divine, si l'Univers a l'option miracles. Mais il n'y a ici qu'une seule et unique liste de sorts.
La pratique de la magie profane consiste à manipuler une énergie mystique ; cette capacité s'acquiert par l'étude. Le fait de progresser de niveau dans une classe de lanceur de sort (mage, alchimiste, guerrier runique, …) augmente le niveau de lanceur de sort, permet d'acquérir des rangs dans la compétence incantation, d'apprendre de nouveaux sorts et d'acquérir des dons donnant des points de magie ou des facilités pour lancer les sorts. Pour lancer un sort, le magicien doit le connaître, avoir le niveau requis, réussir un jet d'incantation et dépenser les points de magie.
À chaque niveau, un mage se voit octroyer deux points de magie par scène (un seul point par niveau pour un alchimiste ou un guerrier runique), mais il peut aussi jeter un dé d'action pour augmenter ses points de magie pour la scène en cours.
Pour pratiquer la magie divine, il faut vénérer un dieu ; le dieu vénéré détermine les voies que peut suivre le personnage. La progression dans une voie se fait en maîtrisant ses sphères successives (une sphère est un degré de progression dans la voie). Le fait de progresser dans une classe liée à une religion (prêtre, paladin, …) donne des dons de maîtrise des sphères des voies ; certaines sphères permettent de lancer des sorts. Le lancement d'un sort est alors automatique et ne demande aucune dépense, mais le nombre de sorts que l'on peut lancer dans une scène est limité.

### Narration
À la différence de nombreux jeux, les règles prennent en charge certains points de narration. Alors que la plupart des jeux incitent le maître de jeu à faire des entorses aux règles, Fantasy Craft « encadre » les écarts aux règles. Par exemple :
- les scènes dites « dramatiques » possèdent des règles particulières, par exemple le MJ peut dépenser plusieurs dés d'action pour un jet ;
- le maître de jeu dispose de dés d'action qui lui permettent de mettre d'activer certaines options de campagne « à la volée » pour une scène donnée, donc de changer les règles en cours de jeu.

De plus, le maître de jeu comme les autres joueurs peuvent dépenser des dés d'action pour introduire des éléments de « maîtrise narrative », ou « contrôle narratif » — mais le terme « contrôle » est ici un anglicisme. Par exemple, les joueurs peuvent décider qu'ils disposent d'un objet utile (qu'ils auraient simplement omis de mentionner), voire qu'ils passent directement à la scène suivante lorsque la scène présente s'enlise (ou que le combat en cours est trop difficile)… Le maître de jeu peut de son côté dépenser des dés d'action pour ajouter des obstacles qu'il n'avait pas prévu dans le scénario d'origine. Ainsi, le MJ doit « acheter » son droit à improviser pour augmenter la difficulté initiale.
Par ailleurs, si un personnage décède lors d'une scène ordinaire (non dramatique), il peut « tromper la mort » : dépenser un dé d'action pour revivre, mais il doit pour cela inventer un récit sur les circonstances de sa disparition et de sa survie, récit qui est ensuite noté par les autres joueurs. Son personnage peut réapparaître lors de l'aventure suivante, en subissant des conséquences négatives plus ou moins importantes selon la note moyenne obtenue, par exemple : ses compagnons ont commencé à revendre ses possessions, il subit des diminutions physique, il est hanté par les fantômes des personnes qu'il a tué, …
On voit donc que d'une part que le maître de jeu n'est pas omnipotent, et d'autre part que les joueurs peuvent influer sur le déroulement de l'histoire autrement que par le comportement de leur personnage, en introduisant directement des éléments de l'histoire ; on parle de « partage narratif ». En ce sens, Fantasy Craft se rapproche de la mouvance « narrativiste » du jeu de rôle.
Par ailleurs, un certain nombre d'éléments de l'histoire son déterminés de manière aléatoire, par exemple le butin trouvés sur des adversaires ou dans un lieu. Ce type de mécanisme emprunte à la fois à la mouvance narrativiste et au jeu de rôle « à l'ancienne » (old school) avec ses tables aléatoires.

## Mondes de campagne
Fantasy Craft se voulant un jeu modulaire, une boîte à outils à usages multiples, aucun univers de référence n'est intégré dans le livre de base. En revanche, plusieurs univers ont été créés ou adaptés pour ce jeu, dont trois parus dans le Guide du compagnon (Adventure Companion) :
- Chasseur de Soleil[5] (Sunchaser) est un univers de médiéval fantastique où l'humanité a échappé à la domination souterraine de la Sorcière avant de rejoindre la surface et de s'allier aux peuples intelligents qui y vivent.
Quatre peuples humains ont été capturés dans l'Outremonde, un monde souterrain, et y ont été maintenus en servitude durant quatre siècles. Malgré le joug de la Sorcière, les peuples ont essayé de préserver leurs lignées de rois, leurs traditions et leurs croyances envers Tohn, le soleil et Morrou, la lune. Ces peuples ont réussi à ressortir par un puits de lune, grâce à quatre héros, et ont ressurgi dans le monde d'Avva ; cet événement est appelé l'Envol. Ce monde est éclairé par Avva, un soleil différent mais a la même lune, Morrou, que leur monde d'origine. Ils ont colonisé la vallée de la Tresse de Morrou, un fleuve alimenté par un millier de rivières. Ils se sont liés d'amitié avec des elfes des plaines dont la civilisation a décliné à la suite d'un cataclysme mystérieux qui a empoisonné leur terre, et qui a laissé de nombreuses ruines ; ils se sont installés dans les ruines et créé de nouvelles implantations. Ils ont fraternisé avec des nains qui ont eux-mêmes échappés à l'Outreterre, et partagent leur cavernes dans la falaise qui borde la mer. Ils ont obtenu la reconnaissance des drakes et vivent en paix avec eux dans les montagnes aux sources de la tresse de Morrou. Ils sont par contre en conflit permanent avec les sauriens et les sylvaniens des mangroves du côté de l'embouchure du fleuve. Par ailleurs, ils subissent un harcèlement des troupes de la Sorcières qui surgissent du puits de lune, en particulier des gobelins.
 Les joueurs incarnent des Chasseurs de soleil, des héros aventuriers, 228 ans après l'Envol.
- Légions d'ombres[5] (Cloak & Dagger) est un univers d'espionnage antique-fantastique dans un Empire romain alternatif au bord de l'effondrement et en pleine crise de succession.
 L'empire d'Or est composé de sept nations entourant une mer fermée, la mer Intérieure, et qui se sont libérées cinq siècles auparavant de l'occupation de la ligue hykosienne, un peuple de nomades du désert ayant domestiqué des monstres par la sorcellerie. Les joueurs incarnent des specerum, des espions au service d'une des sept nations ; ces nations commencent à se livrer une guerre secrète pour la domination de l'empire, alors que la pression des peuples « barbares » au nord (Balatia) et des tribus du désert au sud (Hykosia) s'accroît, et que des « monstres » qui se terrent depuis une purge datant de plusieurs siècles se préparent à réapparaître.
- Tuwa[6] (Epoch) est un univers préhistorique épique dans une Amérique précolombienne fantastique.
 Les tribus pacifiques (inspirées des Amérindiens) qui y vivent se retrouvent soudain assaillies par des envahisseurs (inspirés des Aztèques) utilisant la sorcellerie et pactisant avec les démons.

Le quatrième, Wyrmstone, est un univers de campagne collaboratif organisé par Revenant Games. Deux autres univers, Godspawn et Swords of the Zodiac, n'ont finalement pas été intégrés dans les premiers projets de développement pour Fantasy Craft.

## Suppléments
De nombreux suppléments sont prévus pour Fantasy Craft. Certains seront génériques pour le système Mastercraft et pourront être utilisés aussi bien pour le genre médiéval que pour des genres plus modernes, comme 10,000 bullets. Parmi ces suppléments de règles est attendu notamment la version Mastercraft des affrontements stratégiques (dramatic conflicts en anglais), qui constitue un chapitre entier de Spycraft 2.0 et permet de gérer courses-poursuites, séductions, infiltrations, lavages de cerveau, hacking, interrogatoires, duels, combats de masse, etc. Les suppléments parus à ce jour pour Fantasy Craft incluent :
- en français :
  - Aventures héroïques (Time of High Adventure), un recueil d'aventures — À l'Heure la plus sombre (The Darkest Hour), La purification de l’Éperon Noir (The Cleansing of Black Spur) et La Chambre Forte (The Vault) — organisées en mini-campagne et accompagnées d'un décor générique, le Royaume (the Realm))[10],
  - l'écran, accompagné d'un scénario de 16 pages, Un festin digne d’un Démon,
  - Carnet de l'aventurier : livret de 16p contenant un résumé des règles de création d'un personnage et de combat ainsi qu'une feuille de personnage ;
  - Guide du compagnon tomes 1 & 2[11],[6],[5] (Adventure Companion), un recueil présentant trois univers (Tuwa, Légions d'ombres et Chasseur de soleil) ainsi qu'un chapitre de nouvelles options de personnage, comprenant notamment les six Call to Arms paru à la date de sa publication.

Les suppléments à venir incluent :
- Spellbound, un supplément générique Mastercraft dédié à la magie sous toutes ses formes et dans tous les mondes de campagne[12]
- Gear of the Ages, un supplément d'équipement dédié à Fantasy Craft[13].
- Call to Arms, des suppléments au format électronique proposant à chaque fois une nouvelle classe et quelques dons.

D'autres suppléments ont également vu le jour sous différents formats, notamment des aventures par Reality Blurs, des décors par Fat Dragon Games et des ambiances sonores par Bailey Records et Sonic Legends.

## Publications
- En français :
  - Jon Andersen, Alexander Flagg, Scott Gearin, Patrick Kapera et Mark Newman (trad. Aurélien Baconat, Alexandre « Thaumiel » Deynes, Nicolas Feld, Neko, Sven, Jean-Georges Valles, ill. Joseph Caesar Domingo, Ben McSweeney, Christophe Swal, David K. Wong, Stéphane « Lodin » Gantiez), Fantasy Craft, 7e cercle, juillet 2011, 448 p. (ISBN 978-2-914892-82-7)
  - Loren Dean, Alexander Flagg, Patrick Kapera et Denis O'Brien (trad. Nicolas Feld, Franck Florentin, Denis Huneau, ill. Ben McSweeney), Aventures héroïques, 7e cercle, janvier 2012, 96 p. (ISBN 978-2-914892-85-8)
- en anglais :
  - Jon Andersen, Alexander Flagg, Scott Gearin, Patrick Kapera et Mark Newman (ill. Joseph Caesar Domingo, Ben McSweeney, Christophe Swal, David K. Wong), Fantasy Craft, Portland, Crafty Games, août 2009, 1re éd., 288 p. (ISBN 978-1-906103-23-1)
  - Jon Andersen, Alexander Flagg, Scott Gearin, Patrick Kapera et Mark Newman (ill. Joseph Caesar Domingo, Ben McSweeney, Kevin Sanborn, Christophe Swal, David K. Wong), Fantasy Craft, Portland, Crafty Games, juillet 2010, 1re éd., 400 p. (ISBN 978-0-9826843-0-6)édition révisée